# Бородин, Андрей Николаевич
Андрей Николаевич Бородин (1813—1863) — писатель, директор канцелярии Совета государственного коннозаводства, действительный статский советник.

## Биография
Родился 23 октября (4 ноября) 1813 года в Санкт-Петербурге. Его отец с 1822 года был в Киеве директором Императорской фаянсовой фабрики и семья жила на Украине.
С 1826 года учился в нежинской гимназии высших наук князя Безбородко, где сразу обнаружилась его любовь к литературе. Воспитанниками, среди которых были Гоголь, Кукольник, Гребёнка, Редкин, устраивались литературные вечера, где читались и разбирались школьные литературные произведения. В домашнем ученическом театре, руководителем которого был Гоголь, Бородин исполнял женские роли. Так, в «Недоросле» он играл роль Софьи.
В 1831 году Бородин окончил курс гимназии первым кандидатом и 15 апреля следующего года поступил на службу в Главное управление путей сообщения; в 1833 году он был назначен секретарём при директоре управления, а в 1837 году, в том же звании, переведён к главноуправляющему путями сообщения.
В 1843 году А. Н. Бородин был назначен секретарём канцелярии председателя Комитета государственного коннозаводства, а в 1844 году назначен постоянным членом специального комитета коннозаводства, причём на него возложены обязанности производителя дел центральной комиссии по испытанию лошадей в России и сотрудника в редакции «Журнала коннозаводства и охоты». В 1849 году он был утверждён в звании производителя дел комиссии для рассмотрения донесений о ревизии земских конюшен, а в 1850 году назначен старшим секретарём канцелярии Комитета коннозаводства и, вместе с тем, редактором «Журнала коннозаводства и охоты» (редакторские обязанности Бородин исполнял до 1855 года). В мае 1858 года получил чин действительного статского советника. В 1859 году он был назначен директором канцелярии Совета государственного коннозаводства.
В отставку вышел по болезни 2 июля 1863 года. Умер в конце 1863 года в Саксонии, близ Дрездена.
Был женат на Марии Андреевне (урожд. Вильде?); 25 марта 1837 года у них родился сын Николай.

## Награды
- орден Св. Анны 2-й ст. с императорской короной
- орден Св. Владимира 3-й ст.
- орден Св. Станислава 1-й степени (1861)

## Литературная деятельность
Литературная деятельность А. Н. Бородина началась сотрудничеством в «Военном энциклопедическом лексиконе», где он поместил 92 статьи географического и исторического содержания, включая обстоятельную статью «Внутренние водяные сообщения в России», написанную им во время службы в ведомстве путей сообщения. В 1837—1839 гг. им была переведена с немецкого «Военная география Европы в таблицах», Ф. Рудтоффера. Затем, Бородин сотрудничал в «Литературной газете», где были напечатаны его мелкие произведения в стихах и прозе; в «Пантеоне» были помещены его переводы: трагедии Шекспира «Цимбелин» (1840) и поэмы Байрона «Манфред» (1841); в «Сыне Отечества» за 1848 и 1849 гг. были напечатаны несколько мелких стихотворений, переведённых Бородиным из Томаса Мура и Шелли. С 1844 года литературная деятельность Бородина сосредоточивалась, главным образом, в «Журнале коннозаводства и охоты», где он поместил до 340 статей — оригинальных и переводных, касающихся техники и историко-статистической части коннозаводства в России и за границей; наиболее крупная из статей Бородина по коннозаводству — «Историческое и статистическое описание коннозаводства в России», переведённое им же на французский язык. В «Журнале коннозаводства» Бородин также вёл отдел «Обозрение иностранных журналов», где знакомил читателей со всем, что оказывалось замечательного в состоянии коннозаводства Европы.